# Panait Istrati
Panait Istrati (Brăila, 1884. augusztus 10. – Bukarest, 1935. április 16.), eredeti nevén Gherasim Istrati, román és francia nyelven alkotó román író.

## Élete
Joița Istrate mosónő és egy görög csempész törvénytelen fiaként született. Gyermekkorát Baldovineștiben töltötte, hat elemit végzett, kétszer osztályt ismételt. Volt csaposfiú, süteményes, üstcsináló, mechanikus, napszámos, földmunkás, zsákhordó, háziszolga, szendvicsember, cégtábla- és szobafestő, újságíró, fotográfus. Mindent elolvasott, ami a keze ügyébe került. Csavargóként több városban megfordult: Bukarest, Konstantinápoly, Kairó, Nápoly, Párizs és Zürich.
Első irodalmi próbálkozásai 1907-ből származnak, főleg publicisztikai jellegű írásai jelentek meg a munkássajtóban. Első cikke, a Hotel Regina a România muncitoare-ban jelent meg. 1910-1912 között ugyanott jelentek meg első elbeszélései: Mântuitorul (A megváltó), Calul lui Bălan (Bălan lova), Familia noastră (A mi családunk), 1 Mai (Május 1). Más baloldali újságokban is közreműködött: Viața socială, Dimineața, Adevărul stb.
Szegénységben, betegen és magányosan élve, 1921-ben Nizzában öngyilkosságot kísérelt meg, de megmentették. Búcsúlevele Romain Rollandnak, a korszak befolyásos írójának szólt, aki bátorító válaszlevelet írt neki. Ezt követően a Chira Chiralina elbeszélése 1923-ban a francia író előszavával jelent meg. Megjelentek a Ciulinii Bărăganului (Pusztai bogáncsok) és a Les récits d'Adrien Zograffi (Adrian Zograffi történetei) című regényei.
1927-ben Moszkvába és Kijevbe tett látogatást. 1929-ben újra a Szovjetunióba utazott, ennek következtében írta meg Vers l'autre flamme című könyvét, amely angolul is megjelent The Confession of a Loser címmel. A könyv megjelenése után kommunista barátai trockistának és fasisztának tekintették; a legvehemensebb Henri Barbusse volt. Romain Rolland távol tartotta magát a vitától.
1930-ban végleg visszatért Romániába. Itt jelent meg 1933-ban a L’homme qui n’adhère a rien (Az ember aki semmihez sem csatlakozik) című esszéje, amelyben a függetlenségről vallott nézeteit körvonalazta. Az esszé sok tiltakozást szült. Nizzában TBC-vel kezelték, majd visszatérve Bukarestbe elhagyatottan halt meg a Filaret szanatóriumban.
Regényei és prózai művei a kisemberek életét, a szülőváros Brăila és a Duna-delta varázslatos vidékét, a különböző nyelvű és vallású népek egyvelegét, illetve a csavargásai során megismert európai városokat írják le. Műveit több mint 30 nyelvre fordították le.

## Magyarul
- Kyra Kyralina; franciából ford. Horvát Henrik, bev. Romain Rolland; Grünfeld, Brassó, 1926
- Más fény felé, 1-2.; Genius, Bp., 1932 
  - Helytelen utakon; ford. Supka Géza
  - A Szovjet 1930-ban; ford. Braun Róbert
- Kyra Kyralina. Regény; ford. Horváth Henrik, bev. Romain Rolland; Európa, Bp., 1958
- Pusztai bogáncsok; ford. Domokos János, Horváth Henrik, utószó Alexandru Oprea; Irodalmi Kiadó–Európa, Bukarest–Bp., 1961
- Kyra Kyralina; ford. Domokos János, Horváth Henrik, Európa Könyvkiadó, Budapest, 1965.[1]
- Kyra Kyralina; ford. Horváth Henrik; bev. Romain Rolland: A balkáni Gorkij / Hogyan lettem író; ford. Horváth Andor; Noran, Bp., 2007

## Műveiből készült filmek
- Kira Kiralina, szovjet némafilm, 1927, rendező Borisz Glagolin
- Ciulinii Bărăganului, francia-román film, 1957, rendező Louis Daquin és Gheorghe Vitanidis
- Codine, francia-román film, 1962, rendező: Henri Colpi. A Dumitru Carabăț, Henri Colpi és Yves Jamiaque által írt forgatókönyv a legjobb forgatókönyv díját kapta az 1963-as cannes-i filmfesztiválon.
- Balkán! Balkán! magyar–francia-török filmdráma, 1993, rendező Maár Gyula

## Fordítás
- Ez a szócikk részben vagy egészben  a   Panait Istrati című román Wikipédia-szócikk ezen változatának fordításán alapul.  Az eredeti cikk szerkesztőit annak laptörténete sorolja fel. Ez a jelzés csupán a megfogalmazás eredetét és a szerzői jogokat jelzi, nem szolgál a cikkben szereplő információk forrásmegjelöléseként.